# Madeline Miller
Pour les articles homonymes, voir Miller.
Œuvres principales
- Le Chant d'Achille (2011)
- Circé (2019)
- Galatée (2013)

Madeline Miller, née le 24 juillet 1978 à Boston dans le Massachusetts, est une écrivaine américaine. Son premier roman Le Chant d'Achille, paru en 2011, a remporté le Baileys Women Prize for Fiction.

## Biographie
Madeline Miller naît le 24 juillet 1978 à Boston, dans le Massachusetts, aux États-Unis. Sa mère est bibliothécaire et institutrice. Madeline Miller grandit à New York et Philadelphie. Elle étudie le latin et le grec dans l'enseignement secondaire et obtient un Bachelor of Arts (équivalent d'une licence) puis un Master of arts (équivalent d'un master) en latin et en grec ancien au Brown College. Elle enseigne ensuite le latin dans l'enseignement secondaire.
Miller commence à s'intéresser à l'écriture par l'intermédiaire du théâtre : à l'université, elle met en scène Troïlus et Cressida de Shakespeare, une pièce inspirée de la mythologie grecque, située dans le contexte de la guerre de Troie et où le personnage d'Achille joue un petit rôle. Cela lui donne envie de donner vie au personnage d'Achille et à l'univers des épopées homériques par l'intermédiaire d'un roman. Fascinée par l'épisode de la mort de Patrocle et du chagrin d'Achille dans l’Iliade, elle s'intéresse à Patrocle, personnage secondaire de l'épopée : elle se propose alors d'imaginer qui est Patrocle et pourquoi Achille réagit ainsi à sa mort. Elle conçoit alors le projet d'un roman consacré à la relation amoureuse entre Achille et Patrocle. Le projet met dix ans à se concrétiser.
En 2011, Miller publie son premier roman, Le Chant d'Achille (The Song of Achilles). Couronné du Orange Prize for Fiction au Royaume-Uni l'année suivante, le roman réalise de bonnes ventes et est traduit en 23 langues et reçoit un accueil général positif des critiques : enthousiaste dans le Guardian, bon dans l’Independent, convenable dans le Telegraph, mitigé dans le New York Times (où le roman est chroniqué par Daniel Mendelsohn). En 2021, ses ventes augmentent de manière importante après qu'une utilisatrice du réseau social TikTok le mentionne dans une liste devenue virale des « romans qui vont vous faire sangloter » ; dix ans après sa sortie, il s'en écoule alors 10 000 exemplaires par semaine, neuf fois plus qu'à sa réception du Orange Prize.

## Œuvres
- Le Chant d'Achille, Pocket, 2015 ((en) The Song of Achilles, 2011)
- Circé, Pocket, 2019 ((en) Circe, 2018)
- Galatée, Calmann-Levy, 2023 ((en) Galatea, 2013)